# Fallamosse östra naturreservat
Fallamosse östra naturreservat är ett naturreservat i Nässjö kommun.
Reservatet är skyddat sedan 2025 och omfattar 135 hektar. Det är beläget sydost om Malmbäck och består av myrmark och barrblandskog